# Arthur Oldham
Arthur William Oldham OBE (Grã-Bretanha, 6 de setembro de 1926 – Paris, 4 de maio de 2003) foi um compositor britânico. Fundou o coral do Festival de Edimburgo em 1965, o coral da Orquestra de Paris em 1975 e o coral da Orquestra Real do Concertgebouw em 1979. Também trabalhou com o coral da Scottish Opera entre 1966 e 1974 e dirigiu o coral da Orquestra Sinfônica de Londres entre 1969 e 1976. Seu trabalho com a última lhe rendeu 3 Grammy Awards. Ainda foi compositor, principalmente de obras de cunho religioso, mas também de balé e de ópera.

## Biografia
Foi o único aluno particular de Benjamin Britten. Colaborou com personalidades como Sir Colin Davis, Herbert von Karajan, Pierre Boulez, Seiji Ozawa, Wolfgang Sawallisch, Carlo Maria Giulini e Sir Georg Solti, entre outros.